# タックル (フットボール)

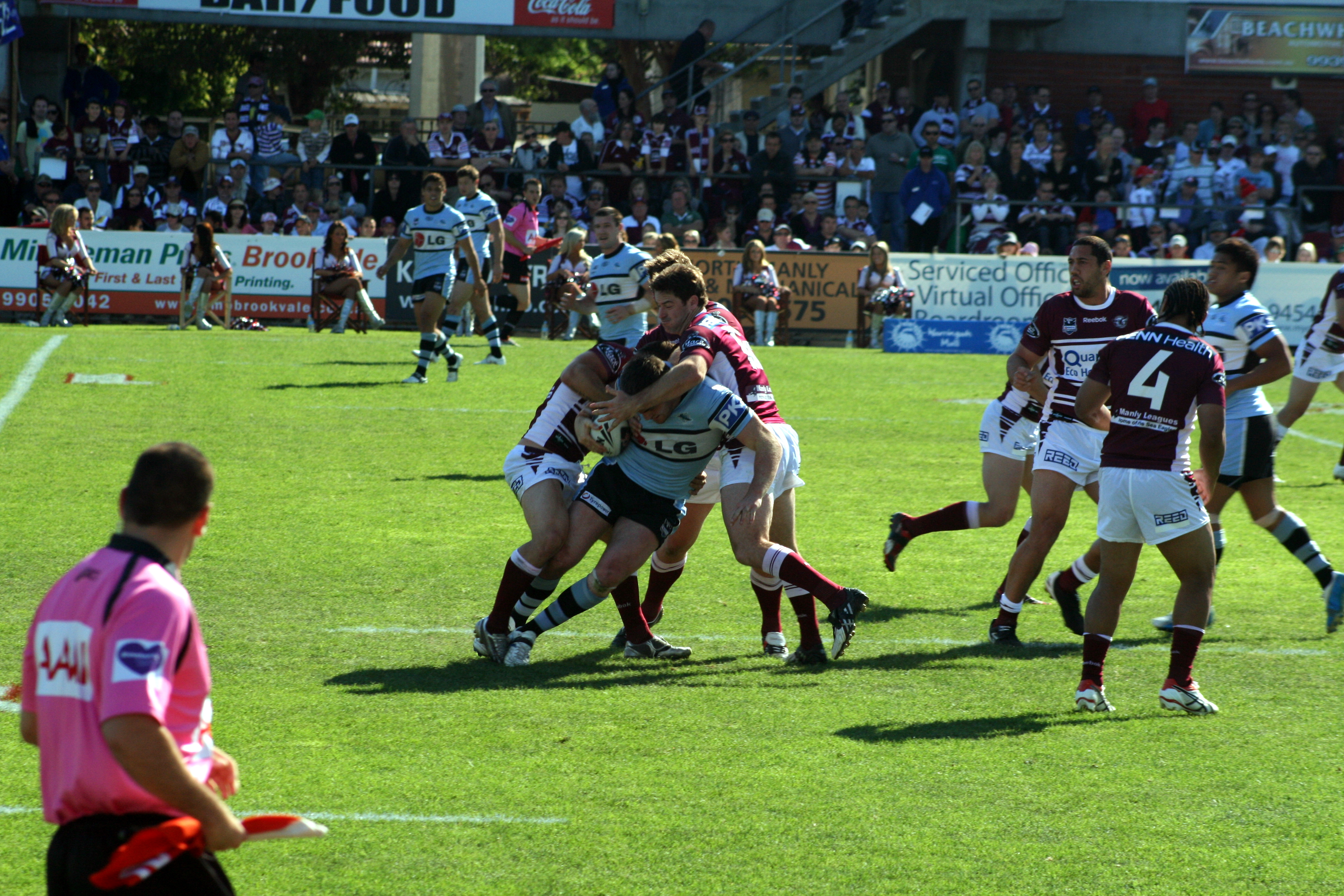
ラグビーリーグのタックル（ナショナルラグビーリーグの試合）。

タックル（英: tackle）は、フットボール競技において、相手に対して組み付いたり飛びかかったりする行為の事である。

## 概要
フットボール競技において、タックルは守備側の選手がボールを保持する攻撃側の選手に向かって飛びかかり、これを捕獲する行為、または技術のことである。特に前方から行う場合をこのように呼ぶことが多い。
ラグビーユニオン、ラグビーリーグやアメリカンフットボールにおいては激しいタックルはひとつの醍醐味ではあるが、同時に頭部、首、関節への重大な怪我の危険性も潜んでいる。そこで、怪我の心配をしないで済むボディコンタクトのない簡易型の競技が誕生していった。タグラグビーやタッチラグビー（タッチフットボール）、フラッグフットやタッチフット、オージータグフットボールである。

## 名称の起源
中世ドイツ語では、動詞の「tacken」はつかみ取るあるいは手で操作することを意味した。14世紀までには、釣りで使う道具（ロッドやリール等）やセーリングで使う用具（船で使用する索具、用具、装置）に対して使われるようになった。18世紀までには、馬具などに対しても使われるようになった。現代フットボールで使用される「タックル」という用語は、ラグビーから来ている（ラグビーでは19世紀からこの用語が使用されている）。

## アメリカンフットボールおよびカナディアンフットボール

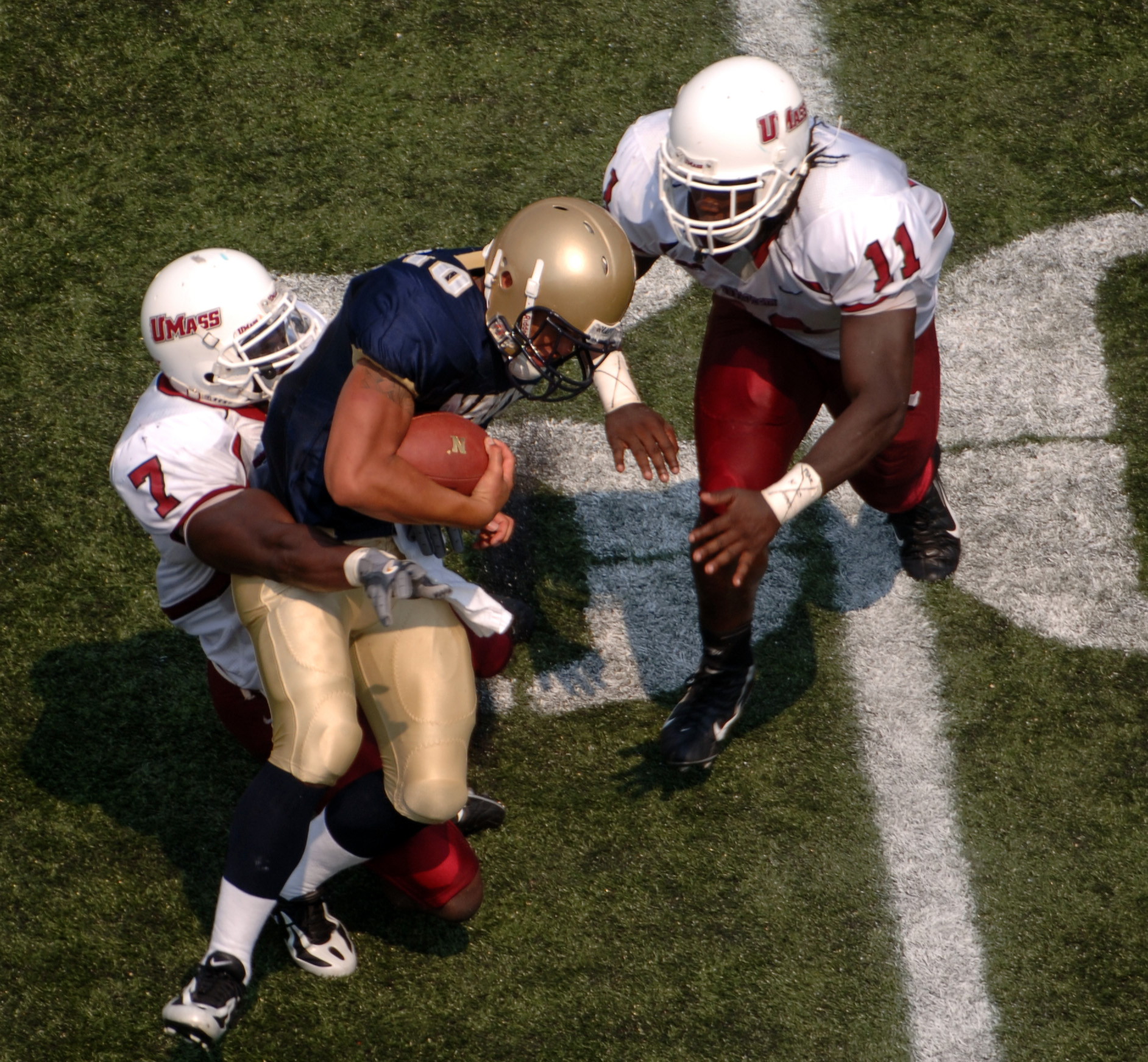
カレッジフットボールの試合におけるタックル。海軍のクォーターバックKaipo-Noa Kaheaku-EnhadaがマサチューセッツのディフェンシブバックJames Ihedigbo（7番）とラインバッカーCharles Walker（11番）にタックルされている。

アメリカンフットボールの場合ラグビーと同じく、守備側プレーヤーが攻撃側のボールを持った選手（ボールキャリヤー）の前進を阻止するべく行う手腕を使ったボディコンタクトをタックルと呼ぶ。なお、攻撃側の、守備側プレーヤーがボールキャリヤーへ接触するのを阻止すべく行われるボディコンタクトは手腕が使えず「ブロック」と呼ばれタックルではない。
転じて、草創期のアメリカンフットボールではその位置のプレーヤーがもっともタックルの機会が多かったことから、ラインメンのうち、外から2番目に位置するポジションをタックルと呼ぶ。（攻撃側ではオフェンシブタックル、守備側ではディフェンシブタックル。守備において3メンラインを採用するときは、特にノーズタックルと呼ばれる。アメリカンフットボールのポジションを参照。)
なお、アメリカンフットボールには反則行為のタックルとして、スピアリング（スピアー・タックル）と呼ばれるものがある。これは、被っているヘルメットの頭頂部あたりをあいてにぶつけていくタックルの事であり、掛け手・受け手とも大変に危険であるため禁止事項となっている。中には相手に向かってジャンプしながら繰り出す選手もいる。

## オーストラリアンフットボール

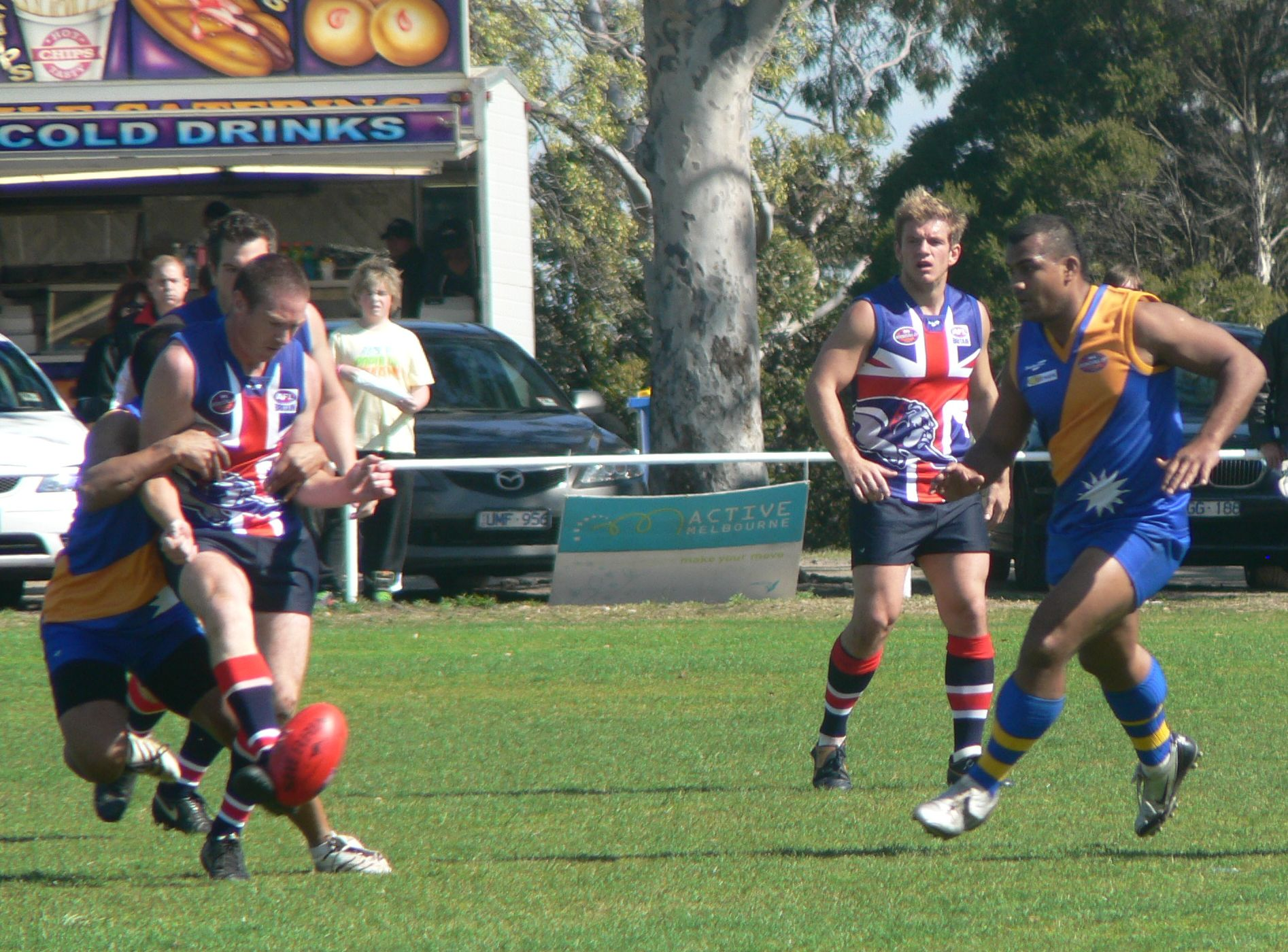
ブリティッシュ・ブルドッグ（オーストラリアン・ルールズ・フットボールイギリス代表）の選手がナウル・チーフ（ナウル代表）の選手を追い掛けタックルしている。

オーストラリアンフットボールにはオフサイドルールがないため、選手はどの方向からでも（しばしば死角から）タックルすることができる。この理由のため、ボールキャリアを守ることができるようにチームメイトにはシェパーディング（shepherding）が許されている。
オーストラリアンフットボールでは相手のボール保持に対抗するために様々な方法があるため、初めてこの競技を見た観客は「ルールなし」であるとの感想を抱く。あるいは口語的に「Rafferty's Rules（混沌としたルール、ルールなし）」と呼ぶオーストラリア人もいる。しかしながら、これらのステレオタイプにもかかわらず、実際にはタックルを規制するかなり厳密な規則が存在する。
オーストラリアンフットボールにおいて「タックル」と一般的に呼ばれる動作は、ラグビーと似ており、ラッピング（wrapping）、ホールディング（holding）、あるいはボールを保持した選手をグラウンドに捻じ伏せる（wrestling）動作が含まれる。
オーストラリアンフットボールにおけるタックルで特徴的なのは、もしタックルされた選手がボールを離さなかったり（ホールディング・ザ・ボール）、タックル中に反則があった場合（ハンドボールあるいはキックしか許されない時にボールを投げようとした時）に、タックラーに対して「フリーキック」が与えられることである。
タックルは肩から下、脛から上の間で接触しなければならず、タックルが無茶でない限りは選手をグラウンドに投げることができる。また、後方からのタックルは反則であり（en:Push in the back）、タックルを難しくしている。
選手はタックルの衝撃を柔らげるためのパッドをほとんどあるいは全くしていないが、歯を守るためのマウスガードは必須である。

## ゲーリックフットボール
ゲーリックフットボールでは相手が持っているボールを手ではじいたり、ショルダーチャージすることは認められるが、ラグビーのように体全体でタックルすることは認められない。

## サッカー

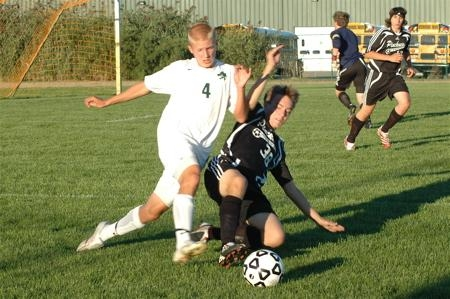
サッカーのタックル

サッカーの場合、タックルとは、主にドリブルする相手のボールに対して足を伸ばして滑り込むスライディングタックルのことを言う。ラグビー、アメリカンフットボールと同様のタックルや相手を掴む行為は反則である。
後ろからのタックルや、ボールを持たない（もしくは離した）選手へのタックルは反則にあたる。自分の肩を相手の肩にぶつけるチャージ（チェック）は反則ではないが、ジャンプをしている選手へのチャージは危険であり、反則である。両足でのタックルは反則である。また蟹挟みも怪我をする危険性が高いため、退場（レッドカード）となりやすい。

## ラグビー

### ラグビーユニオン

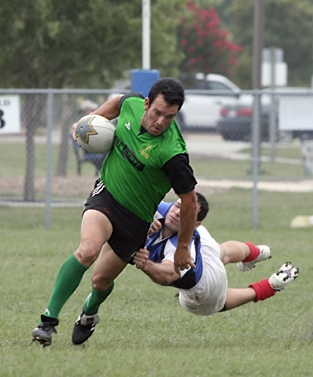
ラグビーユニオンにおけるダイビングタックル

ラグビーユニオンの場合ボールを持って走る相手に組み付いてその前進を阻もうとする行為で、ボールを持った選手の体を捕らえ、地面に倒す行為を指す。タックルされ、地面に倒された選手（膝が付いたら倒れたと見なされる）はボールを離さなければならないため、防御側がボールを奪取する機会が生まれる。相手からボールを奪い返せなくても、タックルが成立することにより、相手の攻撃を止められるので防御のための時間を稼げる。
肩より上へのタックル（ハイタックル、コートハンガー）、ボールを持つ前または離した後の選手へのタックル、相手にぶつかると同時に相手を担ぎ上げ，上半身から落とすスピアータックルは怪我が多く危険なタックルなので反則である。ただし，相手にぶつかると同時に相手を担ぎ上げ、下半身から落とす、かち上げタックルは反則にはならない。

### ラグビーリーグ

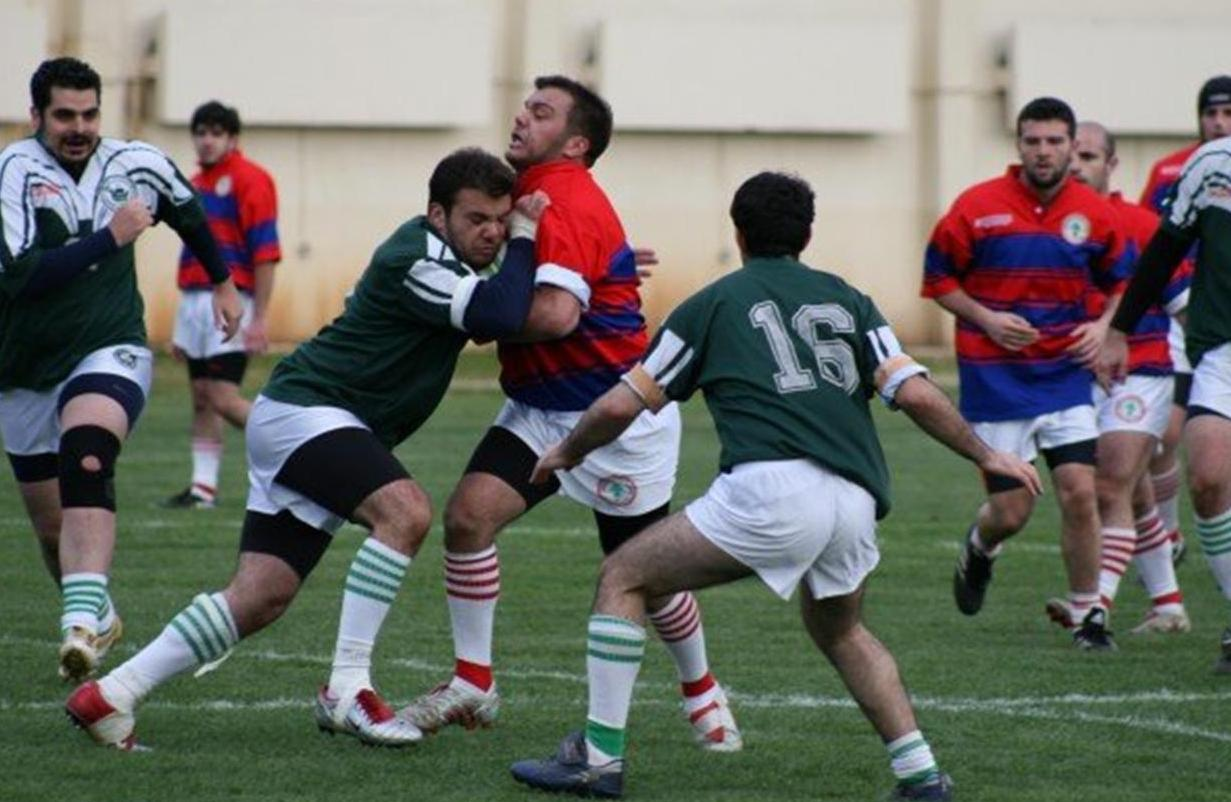
ラグビーリーグにおけるタックル

ラグビーリーグでは、ボールキャリアに対してのみ、守備側の選手は何人でもどの方向からでもタックルできる。タックルにおける初めの接触はボールキャリアの首から下で成されなければならず、さもないとハイタックルと見做され反則を取られる。ラグビーリーグにおけるタックルは以下の動作が起こった時に成立する。
- 守備側の選手に捕まえられている状態で、ボールや、ボールを持った手・腕がグラウンドに接触する。
- 守備側の選手に捕まえられている状態で、まだ立ってはいるが、前方への勢いが止まる。
- 守備側の選手のタックルに屈し、プレイ・ザ・ボールのために離されることを願う。
- 守備側の選手が、フィールドに倒れ込んでいるボールキャリアに手を置く。

タックルが完了するとすぐに、ボールキャリアは「プレイ・ザ・ボール」のために立ち上がることが許される。スピアータックルはラグビーリーグでは反則であり、また「水平位置（肩）よりも高く」持ち上げることも現代の試合では反則となる。

### ウィルチェアーラグビー

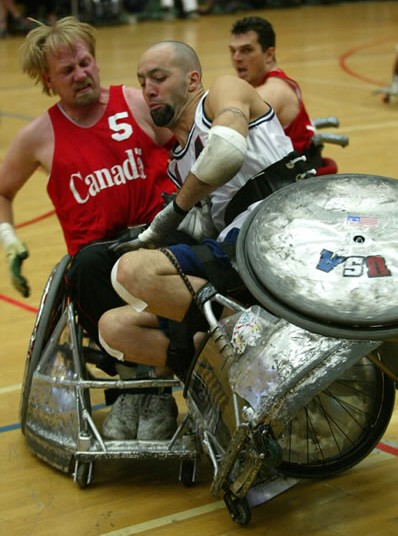
ウィルチェアーラグビーのタックル

ウィルチェアーラグビーにおいては相手チームの攻撃を妨害する際は車いすによるタックルが認められている。